# 서진용
서진용(徐眞勇, 1992년 10월 2일~)은 KBO 리그 SSG 랜더스의 투수이다.

## 아마추어 시절
부산 대동중학교 시절 3루수로 활동했고, 경남고등학교에 입학했다. 당시 경남고등학교 감독이었던 이종운이 강한 어깨와 두둑한 배짱을 눈여겨봤고 2009년부터 투수로 전향해 최고 구속 147km/h를 기록했으며 경험은 짧지만 팔 스윙이 빠르고 볼을 때리는 손목 힘이 탁월했다. 2학년 때 화랑대기에서 투수로서 2명의 타자를 깔끔하게 처리했고 2010년 화랑대기와 봉황대기에서 총 5경기에 등판해 평균자책점 1(18이닝 2자책)을 기록했다.

## SK 와이번스시절
2011년 신인 드래프트에서 1라운드(전체 7순위)로 지명을 받아 입단하였다. 팀이 1라운드에서 제물포고등학교의 좌완 투수 이현호를 지명하지 않고 그를 지명한 것에 대해 팬들 사이에서 논란이 크게 일었다. 스카우트진은 경험은 적지만 강한 어깨를 지녔고, 전혀 혹사당하지 않았다는 점을 높이 평가해 잠재력을 믿고 지명했다고 언급했으나 입단 후 무릎 부상으로 수술을 받아 신고선수로 전환됐다.

## 상무 야구단시절
2012년 시즌 후에 입대해 군 복무를 마쳤다. 복무 중 동아시아 경기대회 야구 국가 대표로 선발됐으며, 주로 중간 계투로 등판했다.

## SK 와이번스복귀 &SSG 랜더스시절
2015년 5월 13일 두산전에 구원 등판하며 데뷔 첫 경기를 치렀고, 경기에서 2이닝 3피안타, 무사사구, 3탈삼진, 2실점을 기록했다. 구속은 155km/h를 기록했다. 그러나 6월 말에 팔꿈치 통증을 호소했고, 토미 존 서저리를 받으며 시즌을 마감했다.
2016년 7월 23일 넥센전에서 복귀전을 가졌다. 8월 23일 삼성전에서 이승엽을 상대로 낫아웃 삼진, 이후 백상원, 조동찬, 이지영을 상대로 나란히 삼진을 잡으며 1이닝 4탈삼진을 기록했다.

### 2023 시즌
42세이브를 기록해 구단 최다 세이브 기록을 경신했고, 세이브왕을 수상했다.

## 출신 학교
- 남부민초등학교
- 부산 대동중학교
- 경남고등학교

## 통산 기록
| 연도 | 팀명   | 평균자책점 | 경기 | 완투 | 완봉 | 승 | 패 | 세 | 홀 | 승률  | 타자 | 이닝 | 피안타 | 피홈런 | 볼넷 | 사구 | 탈삼진 | 실점 | 자책점 |
| ---- | ------ | ---------- | ---- | ---- | ---- | -- | -- | -- | -- | ----- | ---- | ---- | ------ | ------ | ---- | ---- | ------ | ---- | ------ |
| 2015 | SK     | 5.91       | 18   | 0    | 0    | 0  | 0  | 0  | 0  | -     | 95   | 21⅓  | 25     | 4      | 6    | 0    | 24     | 14   | 14     |
| 2016 | SK     | 4.73       | 25   | 0    | 0    | 0  | 0  | 0  | 3  | -     | 120  | 26⅔  | 26     | 3      | 13   | 2    | 30     | 16   | 14     |
| 2017 | SK     | 3.91       | 42   | 0    | 0    | 2  | 3  | 3  | 3  | 0.400 | 198  | 46   | 43     | 4      | 23   | 0    | 55     | 21   | 20     |
| 2018 | SK     | 6.12       | 48   | 0    | 0    | 3  | 2  | 1  | 12 | 0.600 | 225  | 50   | 52     | 14     | 23   | 2    | 58     | 36   | 34     |
| 2019 | SK     | 2.38       | 72   | 0    | 0    | 3  | 1  | 4  | 33 | 0.750 | 279  | 68   | 53     | 2      | 28   | 2    | 76     | 19   | 18     |
| 2020 | SK     | 4.13       | 63   | 0    | 0    | 2  | 7  | 8  | 12 | 0.222 | 264  | 61   | 52     | 11     | 34   | 1    | 56     | 33   | 28     |
| 2021 | SSG    | 3.34       | 65   | 0    | 0    | 7  | 5  | 9  | 3  | 0.583 | 297  | 67⅓  | 57     | 9      | 43   | 0    | 62     | 28   | 25     |
| 2022 | SSG    | 4.01       | 68   | 0    | 0    | 7  | 3  | 21 | 12 | 0.700 | 297  | 67⅓  | 64     | 5      | 36   | 3    | 55     | 32   | 30     |
| 2023 | SSG    | 2.59       | 69   | 0    | 0    | 5  | 4  | 42 | 0  | 0.556 | 325  | 73   | 63     | 3      | 49   | 4    | 64     | 22   | 21     |
| 2024 | SSG    | 5.55       | 51   | 0    | 0    | 0  | 1  | 0  | 6  | 0.000 | 211  | 47   | 52     | 5      | 26   | 0    | 38     | 34   | 29     |
| 통산 | 10시즌 | 3.97       | 521  | 0    | 0    | 29 | 26 | 88 | 84 | 0.527 | 2311 | 527⅔ | 487    | 60     | 281  | 14   | 518    | 255  | 233    |

- 빨간 글씨는 한국 프로야구 역사상 최고 기록
- 굵은 글씨는 해당 시즌 최고 기록